# عبد العظيم محمد (ملحن)
عبد العظيم محمد (7 يناير 1923-30 يناير 2008) هو ملحن مصري.

## حياته ونشأته
حفظ القرآن الكريم، كما استمع إلى التراتيل الكنائسية. ثم ذهب إلى القاهرة عام 1941.
التحق في المعهد العالي للموسيقى، وكان من طلبة دفعته عبد الحليم حافظ. وتخرج من المعهد عام 1950.

## مسيرته
تعرف على المطرب جلال فكري، وغنى له جلال أغنيتي «ذكرى»، و«أنغام». ولاحظه محمد حسن الشجاعي، الموسيقي والمستشار الفني في الإذاعة، فأسند له تلحين أغنية «بسم الله كلنا نتعاهد»، لعصمت عبد العليم.

## أعماله

### أهم الأغاني[3]
من أشهر أغانيه أغنية والله لسه بدري يا شهر الصيام، التي غنتها شريفة فاضل، وتُذاع مع اقتراب نهاية شهر رمضان في كل عام، وهي الأغنية التي اُتهم الملحن مصطفى كامل بسرقة جملة منها هي «تم البدر بدري»، وصنع منها مطلع أغنية «تسلم الأيادي..تسلم يا جيش بلادي».[بحاجة لمصدر]
كما لحن عدداً من الأغاني مثل يا ليلة ما جاني الغالي لمحمد رشدي، والفنارة لعبد الحليم حافظ، وزي ما أكون عطشان وشربت لمحرم فؤاد.
كما شارك في تلحين أغاني عدد من الأفلام مثل الشيماء (بطولة سميرة أحمد، وغناء سعاد محمد)، وصغيرة على الحب (بطولة سعاد حسني)، وبياعة الجرايد (بطولة ماجدة).

## أعماله[5]
- محمد قنديل أكثر من مائة لحن منها: «ماشي كلامك»، و«مداح»، و«هات يا تاريخ».
- فايدة كامل أكثر من ثمانين أغنية، منها: «المعارك مستمرة»، و«منصورة يا مصر»، و«البركان العربي»
- محمد رشدي حوالي أربعين أغنية منها: «ياليلة ما جاني الغالي»، و«سلاسل فضة»، و«الصابرين بخير»، و«أفراح».
- شهرزاد حوالي أربعين أغنية، منها: «سمينا وعدينا»، و«خشع الكون»، و«من كلمتين».
- سعاد محمد أكثر من عشرين أغنية، منها: «على بابك»، و«يا محمد»، و«طلع البدر علينا».
- فايزة أحمد حوالى عشرين أغنية منها: «هذه الصخرة» و«دوبني دوب».
- نجاح سلام أكثر من عشرين أغنية منها: «بالسلامة يا حبيبي».
- أحلام أكثر من عشر أغنيات منها: «تسابيح»، و«أوعدنا يا رب».
- مها صبري أكثر من عشر أغنيات منها: «الليلة دي ليلة حلوة».
- كارم محمود حوالى عشر أغنيات منها: «الرزق للشغالة»، و«سبع ليالى».
- كمال حسني أكثر من عشر أغنيات منها: «عند بيت الحلو»، و«الحليوة الأسمراني».
- شريفة فاضل أكثر من عشر أغنيات منها: «والله لسه بدرى»، و«ياسامع الدعوات»، و«إبريق فضة».
- محمد عبد المطلب أكثر من عشر أغنيات منها: «في قلبي غرام»، و«يا واسع المغفرة».
- إسماعيل شبانة أكثر من عشر أغنيات، منها: «بين النجوم والليل»، و«إن غبت عنى ولو شوية».
- محرم فؤاد أكثر من عشر أغنيات، منها: «زى نور الشمس»، و«زى ما أكون عطشان».
- أحمد سامي حوالي عشر أغنيات منها: «وشك حلو عليا».
- عليا التونسية أكثر من عشر أغنيات منها: «تعاليت يا خالقي».
- عادل مأمون أكثر من عشر أغنيات منها: «نداء مكة»، و«أنا وقلبي».
- عائشة حسن أكثر من عشر أغنيات منها: «نور الأمل»، و«يا عيد الوحدة».
- سعاد مكاوي حوالي عشر أغنيات منها: «حبيتك ليه»، و«ولدى».
- جلال فكري عدة أغنيات منه: «العيون»، «لو طال غيابك».
- الشيخ محمد عمران عدة ابتهالات وتواشيح.
- عصمت عبد العليم عدة أغنيات منها: «مين حيرك قوللى»، و«إنت لوحدك».
- وردة الجزائرية عدة اغنيات منها: «كل أطبا القلب».
- ليلى مراد عدة أغنيات منها: «وياك يا وطننا يا غالى».
- نجاة الصغيرة: «إنت اللي ظالم مش أنا».
- عبد الحليم حافظ: «الفنارة».
- نازك عدة أغنيات منها: «ثلاث نجمات»، و«ابعث سلام».
- هدى سلطان أكثر من عشر أغنيات منها: «يا دنيا غنى».
- بليغ حمدي: «يا ليل العاشقين».
- عبد اللطيف التلباني عدة أغنيات منها: «على بلدي».
- هند علام: «فاكرك يا أيام».
- إبراهيم حمودة عدة أغنيات منها: «غنى وقول يا حي».
- عباس البليدي: نشيد «بور سعيد».
- فاطمة علي: «من قلبك راح تبكى».
- شفيق جلال: «الحلو فايت»، و«بالراحة».
- رجاء عبده: «روحوا اسألوا هو».
- عبده السروجي: «خصام الأحبة».
- نجاة على: «يا نيل وعاد القريب يا نيل».
- عبد الفتاح راشد: «يا أمة الأحرار»، و«أودى جميلك».
- عبد الغني السيد: «ثورة الأحرار».
- سيد إسماعيل: «عيونك».
- فدوى عبيد: عدة أغنيات منها: «جانا الحب»، و«نورت الشموع».
- مديحة عبد الحليم: عدة أغنيات منها: «أعمل إيه فهمني».
- محمد حمام عدة أغنيات عدة أغنيات منها: «عابر سبيل»، و«وسط الزحام».
- آمال حسين عدة أغنيات منها: «حكايتك ايه»، و«إيه غير حالك».
- بديعة صادق: «خاصم شهر».
- حورية حسن عدة أغنيات منها: «جديد في جديد»، و«علم الوحدة».
- دنيا زاد: «حبايب قلبي»، و«محلاك يا كون».
- فجر: «قلب الحبيب»، و«القطار فات».

## وصلات خارجية
عبد العظيم محمد على قاعدة بيانات الأفلام العربية.